# ガスランド
『ガスランド』（Gasland）とは、ジョシュ・フォックスが2010年に脚本・監督を務めたアメリカ合衆国のドキュメンタリー映画。天然ガス掘削や水圧破砕法が引き起こす深刻な水質・大気汚染に悩まされている、合衆国内の地域住民にスポットを当てた作品である。
日本では2010年12月13日・14日の両日にわたり、NHK BS1のドキュメンタリー番組『BS世界のドキュメンタリー』で放映された。

## 概要
フォックスは2008年5月、ガス掘削のため10万ドルでペンシルベニア州ミランヴィル (ペンシルバニア州)にある家族の土地の貸借を申し出る手紙を、ある天然ガス会社から受け取る。
その後、ここ10年間天然ガス掘削ブームに沸き立つ西部において、地域住民に対する影響を目撃。自宅周辺の他、コロラド、ワイオミング、ユタそしてテキサスの各州で取材を行う内、大気汚染や水質汚染により慢性的な健康問題に悩まされているのが分かったのである。
健康被害以外にも、飲料水の着色や異臭のみならず、家庭の蛇口から出る水が燃えるという異常な事態も発覚する。中には裁判所から禁止命令を受けたり、ガス会社から示談金を得て飲料水や浄水器の購入に充てた住民もいたという。
ドキュメンタリー全般を通じて科学者や政治家、ガス会社の経営者にも接触。最後には安全飲料水法を修正し水圧破砕法の除外を撤回した、亀裂責任及び化学物質認識法を議論している小委員会に舞台は移る。なお、水圧破砕法は2005年エネルギー法で安全飲料水法から除外されていた。

## スタッフ
- 構想・監督・ナレーション - ジョシュ・フォックス
- エグゼクティブプロデューサー - デブラ・ウィンガー、ハンター・グレー
- プロデューサー - ジョシュ・フォックス、トリッシュ・アドレシック、モーリー・ガンダウアー
- 共同制作者 - デイヴィッド・ローマ
- 撮影 - ジョシュ・フォックス、マシュー・サンチェス
- 編集 - マシュー・サンチェス
- 音響効果 - ブライアン・シビニコ[7]

## 制作
本作品の制作期間は約8ヶ月であった。当初はフォックス単独で制作を行っていたが、後にカメラマン3名が参加。マット・サンチェスはフォックスと共に、200時間程度の撮影シーンを約100分に編集している。

## 評価

### 賞賛
雑誌『バラエティ』のロバート・ケーラーは、「近年において最も効果的かつ表現力のある環境映画の1つである。（中略）『沈黙の春』で描かれたDDTのように、天然ガスの掘削が孕む危険性をまざまざと示している」と言及。また、『インディーワイア』誌のエリック・コーンは、「フォックスは個人的な出来事から重大な環境問題を深く掘り下げており、『ガスランド』を国民的な関心事の注目すべき日記に変えた」としている。
作家のジョン=ローレント・トロンチェは「フォートワース・ビジネスプレス」紙上で、「汚く破壊的な事業、つまりはシェールガス開発に脚光を当てた」同種のドキュメントが増え続けている事に言及。「原油・ガス産業関係者は、こうした映画に過激なプロパガンダという烙印を押したがるが、地元の活動家は成長産業に批判的な目を向けている」としている。

### 批判
アメリカ独立石油連盟はウェブサイト上で、本作品の誤りを事実に基づき指摘した他、関連映画『トゥルーランド』を制作。なお、連盟の批判に対しては、ガスランドのウェブサイト上に反論文が掲載されている。
産業アナリストで天然ガス会社の取締役を務めているマイケル・エコノマイズは、『フォーブス』電子版で「天然ガス掘削が原因とは荒唐無稽。映画は関心を引くつくりにはなっているが、不正確かつ無責任である。第一、飲料水の帯水層とガスの産出を行う層は数千フィート離れている。飲料水にガスが混ざるなんて有り得ない。」と酷評した。しかし、デューク大学が2011年に実施した調査によると、帯水層を貫く試錐孔からの漏水が原因と見られるという。

## 続編
現在『ガスランド2』を制作中である。

## 受賞歴
受賞
- 第63回プライムタイム・エミー賞 ノンフィクション番組監督賞（ジョシュ・フォックス）
- 2010年度環境メディア賞
- 第26回サンダンス映画祭 特別審査員賞
- 2010年度ビッグスカイ・ドキュメンタリー映画祭 視覚芸術賞
- 2010年度シンライン映画祭 観客賞
- 2010年度イェール環境映画祭 最優秀審査員賞
- 2010年度サラソタ映画祭 特別審査員賞

ノミネート
- 第83回アカデミー賞長編ドキュメンタリー映画賞
- 2011年度作家協会賞 最優秀ドキュメンタリー脚本賞
- 第63回プライムタイム・エミー賞 ノンフィクション番組撮影賞（ジョシュ・フォックス）
- 第63回プライムタイム・エミー賞 ノンフィクション番組脚本賞（ジョシュ・フォックス）
- 第63回プライムタイム・エミー賞 ノンフィクション番組特別功労賞（ジョシュ・フォックス）